# سودرفیردن
سودرفیردن (سوئدی: Söderfjärden) یک پلدر (دشت مسطح) در اوستروبوتنیا، غرب فنلاند، در ۱۰ کیلومتری جنوب شهر واسا است. این دشت در یک دهانه برخوردی قرار دارد که قدمت آن به بیش از ۶۴۰ میلیون سال پیش (پیشین‌زیستی، نزدیک به پایان دوره کریوژنین) برمی‌گردد. قطر دهانه ۶.۶ کیلومتر (۴.۱ مایل) و حداکثر عمق آن ۳۰۰ متر (۹۸۰ فوت) است. این دهانه با ماسه‌سنگ‌های کامبرین پر شده و تنها لبه بیرونی آن قابل مشاهده است. همچنین یک برآمدگی مرکزی وجود دارد که مدفون است. سودرفیردن پس از بالا آمدن از دریا به دلیل برخاست پسایخچالی، یک تالاب بود اما بعداً با کمک یک ایستگاه پمپ زهکشی شد. در حال حاضر کشت می‌شود و به وضوح از فضا به شکل میدانی شش‌ضلعی بزرگ قابل مشاهده است. این امر سودرفیردن را در میان سایر ساختارهای برخوردی در فنلاند که حداقل تا حدی زیر سطح دریا هستند، منحصر به فرد می‌کند. مساحت این حوضه به طور نصف بین واسا و [کورسهلم]] تقسیم شده است و گوشه کوچکی از آن متعلق به مالاکس است.